# آلیس کانپا
 آلیس کانپا (ایتالیایی: Alice Canepa؛ زادهٔ ۳۰ آوریل ۱۹۷۸) یک تنیس‌باز اهل ایتالیا است.